# Chiesa di Santa Marta al Collegio Romano
La chiesa di Santa Marta al Collegio Romano è una chiesa sconsacrata di Roma, nel rione Pigna, situata in piazza del Collegio Romano.

## Storia
La Casa di Santa Marta venne fondata da Ignazio di Loyola nel 1543 per accogliere le “malmaritate”, ovvero “le donne coniugate in peccato pubblico senza timor d'Iddio et senza vergogna delli uomini” che volessero riabilitarsi. In tal guisa, si anticipò l'effetto di quelle che sarebbero poi diventate le disposizioni sul trattamento delle ex prostitute, dettate nel Concilio di Trento.
Poco a poco, dopo la morte del santo, la casa divenne un convento.
Nel 1560 il convento e la chiesa passarono alle monache agostiniane. La chiesa fu più tardi rinnovata dal cardinale Borromeo, e poi nel 1673 da Eleonora Boncompagni, religiosa del monastero. Il tempio fu solennemente consacrato nel 1696, dopo una ristrutturazione che vide all'opera Carlo Fontana.
Durante le invasioni napoleoniche la chiesa divenne loggia massonica, poi fu trasformata nel 1870 in magazzino militare.
Nel 1872 monastero e chiesa furono confiscati dallo Stato Italiano. Il monastero è ora sede del I Distretto di Polizia della città, mentre la chiesa, che con una forte campagna di stampa fu salvata negli Anni Sessanta dalla trasformazione in palestra, è ora sede di conferenze, convegni, mostre e concerti; è proprietà del Ministero per i Beni e le Attività Culturali.

## Descrizione
La semplice facciata della chiesa è composta da un ordine inferiore, dove si trova il portale, e da uno superiore, dove ci sono tre finestroni rettangolari, con timpano triangolare, al centro del quale si trova un affresco seicentesco. L'interno a navata unica con abside semicircolare e cappelle laterali quadrate, è ricco di stucchi e di colonne corinzie in marmo rosso. La volta è occupata da un affresco del Baciccio. Nella chiesa non vi è alcun organo a canne; l'ultimo strumento fu probabilmente un organo positivo costruito nel 1716 da Filippo Testa e successivamente trasferito dapprima presso la chiesa di Santa Prisca, poi presso il Pontificio Istituto di Musica Sacra.